# Verragua-földigalamb
A Verragua-földigalamb (Leptotrygon  veraguensis) a madarak osztályának galambalakúak (Columbiformes) rendjéhez és a galambfélék (Columbidae) családjához tartozó a Leptotrygon nem egyetlen faja.

## Rendszerezése
A fajt George Newbold Lawrence svéd természettudós írta le 1867-ben, a Geotrygon nembe Geotrygon veraguensis néven.

## Előfordulása
Costa Rica, Nicaragua, Panama, Ecuador és Kolumbia területén honos. Természetes élőhelyei a szubtrópusi vagy trópusi síkvidéki esőerdők.

## Megjelenése
Testhossza 21-25 centiméter.

## Természetvédelmi helyzete
Az elterjedési területe nagyon nagy, egyedszáma 20000-49999 példány közötti és csökken. A Természetvédelmi Világszövetség Vörös listáján nem fenyegetett fajként szerepel.